# Исторически музей (Гоце Делчев)
Общинският исторически музей в град Гоце Делчев, България, е открит през 1979 година.

## Описание
Целта му е да съхранява и да популяризира историческото наследство на града и района.
Музеят разполага с 12 експозиционни зали, лапидариум и двор с автентична чешма. Има два отдела – Археология и Етнография.
В археологическата експозиция има тракийска колесница, тракийска керамика, нумизматична колекция, произведения на изкуството и архитектурата от римския град Никополис ад Нестум. Музеят организира ежегодишни изложби на археологически находки от тракийската, славянската и българската култура, открити в долината на Места.
В етнографския раздел има 1500 експоната – инструменти и предмети, показващи местните занаяти в края на XVII и началото на XIX век – грънчарство, медникарство, звънчарство.

## Сграда
Музеят е разположен в сграда изградена в 1877 година в стил барок по поръчка на богатия неврокопски търговец Янчо Чорбаджи. Триетажната къща е богато орнаментирана, както отвън, така и отвътре. Сградата има дърворезбованите тавани и врати, изработени от местни майстори резбари, представители на Дебърската резбарска школа.
В началото на ХХ век къщата става собственост на търговеца на тютюни Прокоп Прокопов, който прави голяма част от декорациите по сградата. След освобождението на Неврокоп в 1912 година, Прокопов се преселва в Гърция, а сградата става полицейско управление. Дългите години експлоатация повреждат силно сградата. 100 години след изграждането ѝ сградата е реставрината и става исторически музей на град Гоце Делчев. Обявена е за недвижима културна ценност от национално значение.